# Kitzbühel Cup
Kitzbühel Cup – nierozgrywany kobiecy turniej tenisowy zaliczany do cyklu WTA. Organizowany na kortach ziemnych w austriackim Kitzbühel w latach 1968–1986 i 1990–1993. Pierwsza edycja została rozegrana w Pörtschach, a dwie z lat 1985–1986 w Bregencji. Turniej na przestrzeni lat wielokrotnie zmieniał swoją nazwę.

## Historia nazw turnieju
| Rok       | Nazwa                                |
| 1968      | International Austrian Championships |
| 1969      | Austrian Open                        |
| 1970      | Kitzbühel International              |
| 1971–1972 | Head Cup Austrian Championships      |
| 1973      | Austrian Open                        |
| 1974      | Head Cup Austrian Championships      |
| 1975      | Austrian Open                        |
| 1976      | Head Cup                             |
| 1977      | Colgate Trophy                       |
| 1978–1979 | Head Cup Austrian Open               |
| 1980      | Sparkassen Austrian Cup              |
| 1981      | Austrian Open                        |
| 1982      | Sparkassen Austrian Cup              |
| 1983–1984 | Head Cup Austrian Open               |
| 1985–1986 | Elektra Cup                          |
| 1990      | Austrian Open                        |
| 1991–1992 | Citroen Cup Austrian Open            |
| 1993      | Citroen Cup                          |

## Mecze finałowe

### Gra pojedyncza kobiet
| Rok             | Miejsce                    | Zwyciężczyni                     | Finalistka                       | Wynik                         |
| 1993            | Kitzbühel                  | Anke Huber                       | Judith Wiesner                   | 6:4, 6:1                      |
| 1992            | Kitzbühel                  | Conchita Martínez                | Manuela Maleewa                  | 6:0, 3:6, 6:2                 |
| 1991            | Kitzbühel                  | Conchita Martínez                | Judith Wiesner                   | 6:1, 2:6, 6:3                 |
| 1990            | Kitzbühel                  | Claudia Kohde-Kilsch             | Rachel McQuillan                 | 7:6(5), 6:4                   |
| 1987– 1989      | Turniej nie był rozgrywany | Turniej nie był rozgrywany       | Turniej nie był rozgrywany       | Turniej nie był rozgrywany    |
| 1986            | Bregencja                  | Sandra Cecchini                  | Mariana Pérez-Roldán             | 6:4, 6:0                      |
| 1985            | Bregencja                  | Virginia Ruzici                  | Mima Jaušovec                    | 6:2, 6:3                      |
| 1984            | Kitzbühel                  | Helena Sukova                    | Virginia Ruzici                  | 6:2, 6:2                      |
| 1983            | Kitzbühel                  | Pascale Paradis                  | Petra Huber                      | 3:6, 6:3, 6:2                 |
| 1982            | Kitzbühel                  | Virginia Ruzici                  | Lea Plchová                      | 6:2, 6:2                      |
| 1981            | Kitzbühel                  | Claudia Kohde-Kilsch             | Sylvia Hanika                    | 7:5, 7:6                      |
| 1980            | Kitzbühel                  | Virginia Ruzici                  | Hana Mandlíková                  | 3:6, 6:1, krecz               |
| 1979            | Kitzbühel                  | Hana Mandlíková                  | Sylvia Hanika                    | 2:6, 7:5, 6:3                 |
| 1978            | Kitzbühel                  | Virginia Ruzici                  | Sylvia Hanika                    | 6:4, 6:3                      |
| 1977            | Kitzbühel                  | Renáta Tomanová                  | Katja Ebbinghaus                 | 6:3, 7:5                      |
| 1976            | Kitzbühel                  | Wendy Turnbull                   | Virginia Ruzici                  | 6:4, 5:7, 6:2                 |
| 1975            | Kitzbühel                  | Sue Barker                       | Pam Teeguarden                   | 6:4, 6:4                      |
| 1974            | Kitzbühel                  | Mirka Koželuhová                 | Mima Jaušovec                    | 6:3, 6:0                      |
| 1973            | Kitzbühel                  | Evonne Goolagong i Olga Morozowa | Evonne Goolagong i Olga Morozowa | mecz przerwany, tytuł wspólny |
| 1972            | Kitzbühel                  | Katja Ebbinghaus                 | Marijke Schaar                   | 7:5, 6:3                      |
| 1971            | Kitzbühel                  | Billie Jean King                 | Laura Rossouw                    | 6:2, 4:6, 7:5                 |
| 1970            | Kitzbühel                  | Helga Niessen                    | Evonne Goolagong                 | 7:5, 6:3                      |
| 1969            | Kitzbühel                  | Judy Tegart Dalton               | Pat Walkden                      | 8:6, 6:2                      |
| 1968 (wrzesień) | Pörtschach                 | Winnie Shaw                      | Elena Subirats                   | 6:1, 7:5                      |
| 1968 (sierpień) | Kitzbühel                  | Annette Du Plooy                 | Erzsébet Polgár                  | 6:1, 6:0                      |

### Gra podwójna kobiet
| Rok             | Miejsce                    | Zwyciężczynie                               | Finalistki                          | Wynik                      |
| 1993            | Kitzbühel                  | Fang Li Dominique Monami                    | Maja Murić Pavlína Rajzlová         | 6:2, 6:1                   |
| 1992            | Kitzbühel                  | Florencia Labat Alexia Dechaume             | Amanda Coetzer Wiltrud Probst       | 6:3, 6:3                   |
| 1991            | Kitzbühel                  | Bettina Fulco-Villella Nicole Muns-Jagerman | Sandra Cecchini Patricia Tarabini   | 7:5, 6:4                   |
| 1990            | Kitzbühel                  | Petra Langrová Radka Zrubáková              | Sandra Cecchini Patricia Tarabini   | 6:0, 6:4                   |
| 1987– 1989      | Turniej nie był rozgrywany | Turniej nie był rozgrywany                  | Turniej nie był rozgrywany          | Turniej nie był rozgrywany |
| 1986            | Bregenz                    | Petra Huber Petra Keppeler                  | Sabrina Goleš Tine Scheuer-Larsen   | 6:2, 6:4                   |
| 1985            | Bregenz                    | Mima Jaušovec Virginia Ruzici               | Andrea Holikova Katerina Skronska   | 6:2, 6:3                   |
| 1984            | Turniej nie był rozgrywany | Turniej nie był rozgrywany                  | Turniej nie był rozgrywany          | Turniej nie był rozgrywany |
| 1983            | Kitzbühel                  | Chris Newton Pam Whytcross                  | Nathalie Herreman Pascale Paradis   | 2:6, 6:4, 7:6              |
| 1982            | Kitzbühel                  | Yvona Brzakova Katerina Skronska            | Jill Patterson Courtney Lord        | 6:1, 7:5                   |
| 1981            | Kitzbühel                  | Claudia Kohde-Kilsch Eva Pfaff              | Elizabeth Little Yvonne Vermaak     | 6:4, 6:3                   |
| 1980            | Kitzbühel                  | Claudia Kohde-Kilsch Eva Pfaff              | Renáta Tomanová Hana Mandlíková     | walkower                   |
| 1979            | Kitzbühel                  | Helena Anliot Diane Evers                   | Virginia Ruzici Elly Vessies        | 6:0, 6:4                   |
| 1978            | Kitzbühel                  | Virginia Ruzici Renáta Tomanová             | Regina Maršíková Florența Mihai     | 7:5, 6:2                   |
| 1977            | Kitzbühel                  | Helen Gourlay-Cawley Rayni Fox              | Lesley Charles Jackie Fayter        | 6:1, 6:4                   |
| 1976            | Kitzbühel                  | Helena Anliot Mimmi Wikstedt                | Katja Ebbinghaus Heidi Eisterlehner | 6:4, 2:6, 7:5              |
| 1975            | Kitzbühel                  | Sue Barker Pam Teeguarden                   | Fiorella Bonicelli Raquel Giscafré  | 6:4, 6:3                   |
| 1974            | Kitzbühel                  | Beatrix Klein Eva Szabo                     | Ana Maria Pinto Bravo Iris Riedel   | 6:1, 6:4                   |
| 1973            | Kitzbühel                  | Aleksandra Iwanowa Olga Morozowa            | Evonne Goolagong Janet Young        | 2:6, 6:4, 6:2              |
| 1972            | Kitzbühel                  | Katja Ebbinghaus Heide Orth                 | Mandy Morgan Lucia Sarno            | 6:0, 6:1                   |
| 1971            | Kitzbühel                  | Rosie Casals Billie Jean King               | Helga Niessen Heide Orth            | 6:2, 6:4                   |
| 1970            | Kitzbühel                  | Brenda Kirk Annette Van Zyl                 | Helga Niessen Winnie Shaw           | 6:4, 6:3                   |
| 1969            | Kitzbühel                  | Judy Tegart Dalton Pat Walkden              | Marianna Brummer Anita Van Deventer | 6:0, 6:3                   |
| 1968 (wrzesień) | Pörtschach                 | Winnie Shaw Nell Truman                     | Helen Amos Elena Subirats           | 6:3, 6:8, 6:0              |
| 1968 (sierpień) | Kitzbühel                  | Annette Du Plooy Nell Truman                | Jauss Schönberger                   | 6:3, 6:1                   |